# Eastsound
Eastsound az Amerikai Egyesült Államok északnyugati részén, Washington állam San Juan megyéjében elhelyezkedő önkormányzat nélküli település.
A térség első lakói a lummi indiánok voltak, akiket rendszeresen megtámadott az Alaszka felől érkező haida törzs. A huszadik század elején a településen gőzhajók állomásoztak.
Az Islands’ Sounder című újságot a településen adják ki.

## Éghajlat
A település éghajlata mediterrán (a Köppen-skála szerint Csb).
| Hónap                       | Jan. | Feb. | Már. | Ápr. | Máj. | Jún. | Júl. | Aug. | Szep. | Okt. | Nov. | Dec. | Év  |
| --------------------------- | ---- | ---- | ---- | ---- | ---- | ---- | ---- | ---- | ----- | ---- | ---- | ---- | --- |
| Átlaghőmérséklet (°C)       | 5,0  | 5,0  | 7,0  | 9,0  | 11,0 | 14,0 | 16,0 | 16,0 | 14,0  | 10,0 | 7,0  | 4,0  | 9,9 |
| Átl. csapadékmennyiség (mm) | 91   | 73   | 58   | 47   | 47   | 20   | 20   | 23   | 30    | 64   | 120  | 87   | 680 |
| Forrás: Weatherbase         |      |      |      |      |      |      |      |      |       |      |      |      |     |

## Nevezetes személyek
- Gary Larson, képregényrajzoló[8]
- William Anders, űrhajós[9]

## Fordítás
- Ez a szócikk részben vagy egészben  az   Eastsound, Washington című angol Wikipédia-szócikk ezen változatának fordításán alapul.  Az eredeti cikk szerkesztőit annak laptörténete sorolja fel. Ez a jelzés csupán a megfogalmazás eredetét és a szerzői jogokat jelzi, nem szolgál a cikkben szereplő információk forrásmegjelöléseként.